# Evil Spawn
Pour plus de détails, voir Fiche technique et Distribution.
Evil Spawn est un film américain réalisé par Fred Olen Ray, Ted Newsom et Kenneth J. Hall, sorti en 1987.

## Synopsis
Une sonde spatiale envoyée vers Vénus revient sur Terre, porteuse de micro-organismes inconnus. Un savant fou (John Carradine) les étudie afin de créer un médicament expérimental contre le vieillissement, mais il meurt avant d’avoir terminé ses travaux. Après sa mort, son assistante Evelyn Avery (Dawn Wildsmith) décide d’essayer son vaccin inachevé. Elle contacte Lynn Roman (Bobbie Bresee), une actrice vieillissante, autrefois désirable et au  premier plan, qui est maintenant trop âgée pour les rôles principaux. Dans son désespoir de retrouver sa jeunesse et d’être de retour au cinéma, Lynn accepte de devenir le sujet de l’expérience. Evelyn lui injecte le sérum et la formule fonctionne : Lynn retrouve sa jeunesse. Malheureusement pour elle, l’ADN extraterrestre a des effets secondaires désagréables. Le corps de l’actrice se transforme la nuit en un monstre hideux, ressemblant à un insecte hyménoptère aux grands yeux, avec un désir irrépressible de chair et de sang humains.

## Distribution
- Bobbie Bresee : Lynn Roman
- Drew Godderis : Ross Anderson
- Dawn Wildsmith : Evelyn Avery
- Fox Harris : Harry
- John Terrence : Brent
- Pamela Gilbert : Elaine
- Mark Anthony : Mark Randall
- Leslie Eve : Tracy
- Chis Kobin : Will
- Sue Mashaw : Betty
- Gary J. Levinson : Dr. Leibowitz
- Michael Deak : Détective Samanski
- Roger McCoin : Bordona
- Forrest J. Ackerman : le gars de la piscine
- John Carradine : Dr. Emil Zeitman
- Suzanne Ager : Erin West
- Richard Harrison : Max Adrian
- Crystal Shaw Martell : secrétaire[2].

## Production
Le budget du film est estimé à 30 000 $ US.